# 나쁜 녀석들 (1995년 영화)
《나쁜 녀석들》(영어: Bad Boys)은 1995년 개봉한 미국의 액션 코미디 영화이다. 마이클 베이의 첫 장편 영화 연출작이며, 돈 심프슨과 제리 브룩하이머가 제작했다. 마틴 로런스, 윌 스미스, 테이아 레이오니 등이 출연하였다.
이 영화는 미국에서 1995년 4월 7일 컬럼비아 픽처스를 통해 개봉하였다. 평단으로부터는 엇갈린 반응을 얻었으나 극장가 흥행에 성공하였다. 속편으로 《나쁜 녀석들 II》(2003),  《나쁜 녀석들: 포에버》(2020), 《나쁜 녀석들: 라이드 오어 다이》(2024)가 있다.

## 줄거리
숨 막힐 듯한 열기를 뿜어내는 도시 마이애미. 10만 달러짜리 포르셰를 모는 마이크 라우리와 덜컹거리는 볼보 스테이션 왜건을 모는 마커스 버넷은 틈만 나면 서로를 못 잡아먹어서 안달이 난 것처럼 보이지만 실은 6년째 파트너로 일하며 형제 같은 우정을 나누는, 누구보다도 절친한 형사들이다.
어느 날 두 사람이 근무하는 경찰서 증거 보관실에 있던 1억 달러 상당의 마피아 헤로인이 통째로 없어지는 일이 벌어진다. 내사과가 이를 내부 작업으로 의심하며 위협하자 하워드 경감은 마이크와 마커스에게 연방 수사국(FBI)과 마약 단속국(DEA)이 들이닥치기까지 72 시간 가량 남았으니 그 전에 헤로인을 찾아오라고 한다.
이후 둘은 발바닥에 불이 나도록 뛰어다니지만 일이 해결되기는커녕 마이크의 절친이자 정보원이었던 콜걸 맥스가 살해되는 2차 사건이 벌어진다. 마이크는 맥스의 고용주인 포주의 통화 내역을 살피기 위해 홀로 포주의 집을 찾았다가 이미 살해된 포주의 시체를 마주하고 살인범에게 당해 정신을 잃는다.
그렇게 사건이 더더욱 미궁 속으로 빠져들던 순간 한줄기 희망이 다가온다. 줄리라는 여자가 문제의 사건의 범인들을 목격했다는 제보 전화를 걸어온 것. 줄리는 친구 맥스에게 부탁을 받고 함께 콜걸 일을 하다가 맥스가 총에 맞아 죽는 것을 목격했고 본인도 용의자들에게 쫓기는 신세가 된 참이다. 이후 자신을 믿고 보호해 줄 경찰이 필요해진 줄리는 평소 맥스에게 건너 들은 마이크를 떠올려 경찰서에 전화를 한 것이다. 마이크가 아직 서에 돌아오지 않은 상황에서 줄리가 오직 마이크하고만 얘기하겠다고 하자 전화를 받은 하워드 경감은 급한 대로 옆에 있던 마커스에게 마이크의 행세를 하게 한다.
마커스는 마이크 흉내는 절대로 못 낸다고 펄쩍뛰지만 정신을 차려 보니 어느새 마이크의 이름을 대고 줄리를 만나고 있다. 한참만에야 이를 알게 된 마이크는 황당함을 금치 못하지만 이미 엎질러진 물. 결국 마커스와 마이크는 사건을 해결할 동안만 서로를 바꾸기로 한다.
이리하여 세 아이의 아빠였던 마커스는 치명적인 매력을 가진 증인과 둘만의 시간을 보내게 됐고, 처자식 걱정 없이 호화로운 싱글 라이프를 즐기던 마이크는 하루아침에 애 딸린 유부남이 되고 말았다. 과연 두 사람은 사건을 무사히 해결할 수 있을까?

## 출연진
- 마틴 로런스 - 마커스 버넷 형사 역
- 윌 스미스 - 마이클 유진 “마이크” 라우리 형사 역
- 테이아 레이오니 - 줄리 못 역
- 체키 카리오 - 푸셰 역
- 테리사 랜들 - 테리사 버넷 역
- 조 팬털리아노 - 콘래드 하워드 경감 역
- 마그 헬건버거 - 앨리슨 싱클레어 경감 역
- 네스터 서라노 - 샌체즈 형사 역
- 훌리오 오스카르 메초소 - 루이즈 형사 역
- 서베리오 구에라 - 쳇 역
- 애나 톰프슨 - 프랜신 던
- 케빈 코리건 - 엘리엇 역
- 마이클 임피리올리 - 조 “조조” 역
- 빅 매니 - 퍼거슨 역
- 프랭크 존 휴스 - 캐스퍼 역
- 랠프 곤잘러스 - 쿠니 역
- 마크 매콜리 - 노아 트래피켄테이 역
- 이매뉴얼 주러브 - 에디 도밍게즈 역
- 존 샐리 - 해커 “플레처” 역
- 캐런 알렉산더 - 맥신 “맥스” 로건 역
- 숀 투브 - 점원 역
- 에드 애머트루도 - 이서 밴보스 역
- 리사 보일 - 바람잡이 역
- 킴 코츠 - 백인 차도둑 역 (크레디트 미기재)

## 우리말 녹음
| MBC 성우진 (2000년 9월 12일) - 안지환 - 마이클 라우리(윌 스미스) - 박지훈 - 마커스 버넷(마틴 로런스) - 엄현정 - 줄리 못(테이아 레이오니) - 박일 - 푸셰(체키 카리오) - 이선주 - 테리사 버넷(테리사 랜들) - 이윤연 - 마약반 반장(조 팬털리아노) - 손원일 - 조조(마이클 임피리올리) - 권혁수 - 이종혁 - 변종필 - 김영선 - 김호성 - 윤성혜 - 이철용 - 정남 - 최석필 - 김용준 - 박선영 - 송준석 - 이상범 - 한수림 - 고성일 - 김서영 - 노계현 - 이자옥 - 최한 | KBS 성우진 (2006년 4월 30일) - 김일 - 마이크 라우리(윌 스미스) - 오인성 - 마커스 버넷(마틴 로런스) - 서혜정 - 줄리 못(테이아 레이오니) - 한상덕 - 푸셰(체키 카리오) - 오세홍 - 하워드 반장(조 팬털리아노) - 김환진 - 송덕희 - 김관진 - 장호비 - 박형욱 - 주유랑 - 류다무현 - 임진응 - 양석정 - 이광수 |  |